# Ormhultsgölen
Ormhultsgölen är en sjö i Gislaveds kommun i Småland och ingår i Lagans huvudavrinningsområde. Sjöns area är 0,014 kvadratkilometer och den befinner sig 175 meter över havet.